# باکلود، لانائوی شمالی
باکلود، لانائوی شمالی (به لاتین: Bacolod, Lanao del Norte) یک منطقهٔ مسکونی در فیلیپین است که در لانائو شمالی واقع شده‌است.

## خصوصیات
باکلود ۱۰۴٫۱۰ کیلومترمربع مساحت دارد.